# Die Schulpost

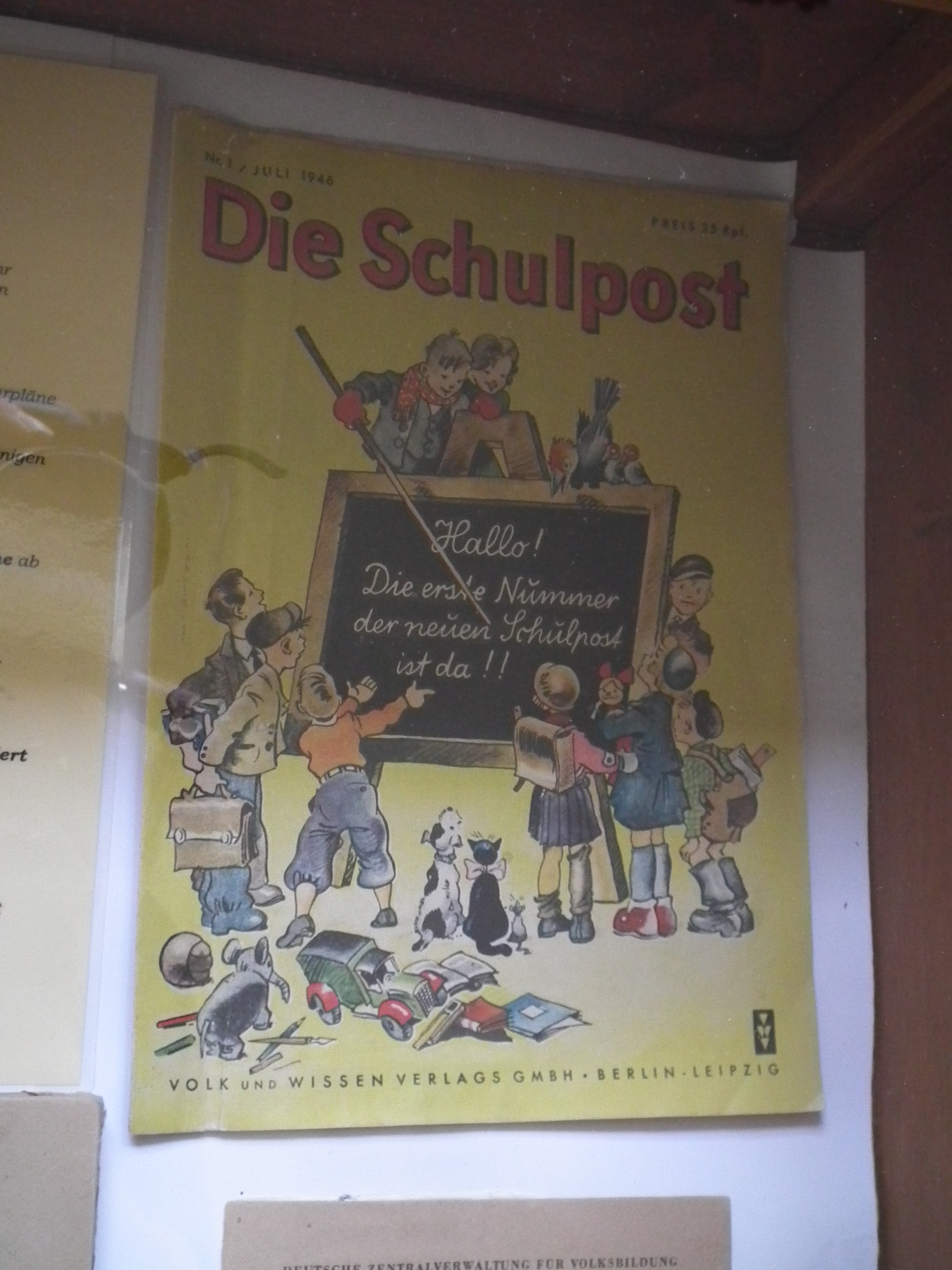
Die Schulpost (Ausgabe von 1946) im Schulmuseum Chemnitz-Ebersdorf

Die Schulpost war eine deutsche Jugendzeitschrift, die mit Berichten zu Literatur, Weltgeschehen und naturwissenschaftlichen Themen erstmals 1946 in der Sowjetischen Besatzungszone im Volk und Wissen Verlag erschien. Ab 1950 wurde sie vom Zentralrat der Freien Deutschen Jugend (FDJ) herausgegeben. Mit Erscheinen der ebenfalls vom Zentralrat der FDJ herausgegebenen FRÖSI  wurden die Bereiche Literatur und Naturwissenschaft stärker behandelt.
1958 wurde Die Schulpost in die Zeitschrift Rakete umgewandelt, später in Technikus. Diese hatte dann einen großen naturwissenschaftlichen Teil.